# Pacyków
Pacyków (ukr. Пациків) – wieś na Ukrainie w rejonie dolińskim obwodu iwanofrankiwskiego, położona koło miasta Dolina nad rzeką Świcą.

## Historia
Do 1772 wieś należała do województwa ruskiego w I RP. W XVII wieku stanowiła własność Andrzeja Żurakowskiego, który w 1692 ufundował tutaj cerkiew Uśpienia Przenajświętszej Panny Matki Bożej oraz monastyr. W 1772 r. wieś znalazła się pod panowaniem austriackim, w Królestwie Galicji (do 1918). W 1792 monastyr został zniesiony, a jego majątek zakupił Józef Matkowski. W 1880 Pacyków liczył 436 mieszkańców. W latach 1919–1939 wieś należała do powiatu dolińskiego w województwie stanisławowskim w II RP.
W czasie kampanii wrześniowej w graniczącym z Pacykowem Zagwoździu stacjonowała  23 Eskadra Towarzysząca.
W latach 1939–1941 pod okupacją sowiecką, następnie 1941–1944 w dystrykcie Galicja Generalnego Gubernatorstwa, później 1944-1991 w Ukraińskiej SRR (ZSRR).